# Brockius striatus
Brockius striatus е вид бодлоперка от семейство Labrisomidae. Видът не е застрашен от изчезване.

## Разпространение
Разпространен е в Мексико.